# BRDM
BRDM là một từ viết tắt của thuật ngữ Boyevaya Razvedyvatelnaya Dozornaya Mashina, (tiếng Nga: Боевая Разведывательная Дозорная Машина) có nghĩa là "Xe tuần tra trinh sát bọc thép". BRDM là xe lội nước bánh lốp 4x4 trang bị giáp nhẹ theo tiêu chuẩn ngày nay. Cả hai phiên bản đầu được sản xuất ở Liên Xô và các quốc gia Đông Âu khác. BRDM đều có thể mang tên lửa chống tăng. BRDM-2 còn có phiên bản xe chỉ huy và xe phòng không.
Có ba phiên bản BRDM:

## BRDM-1

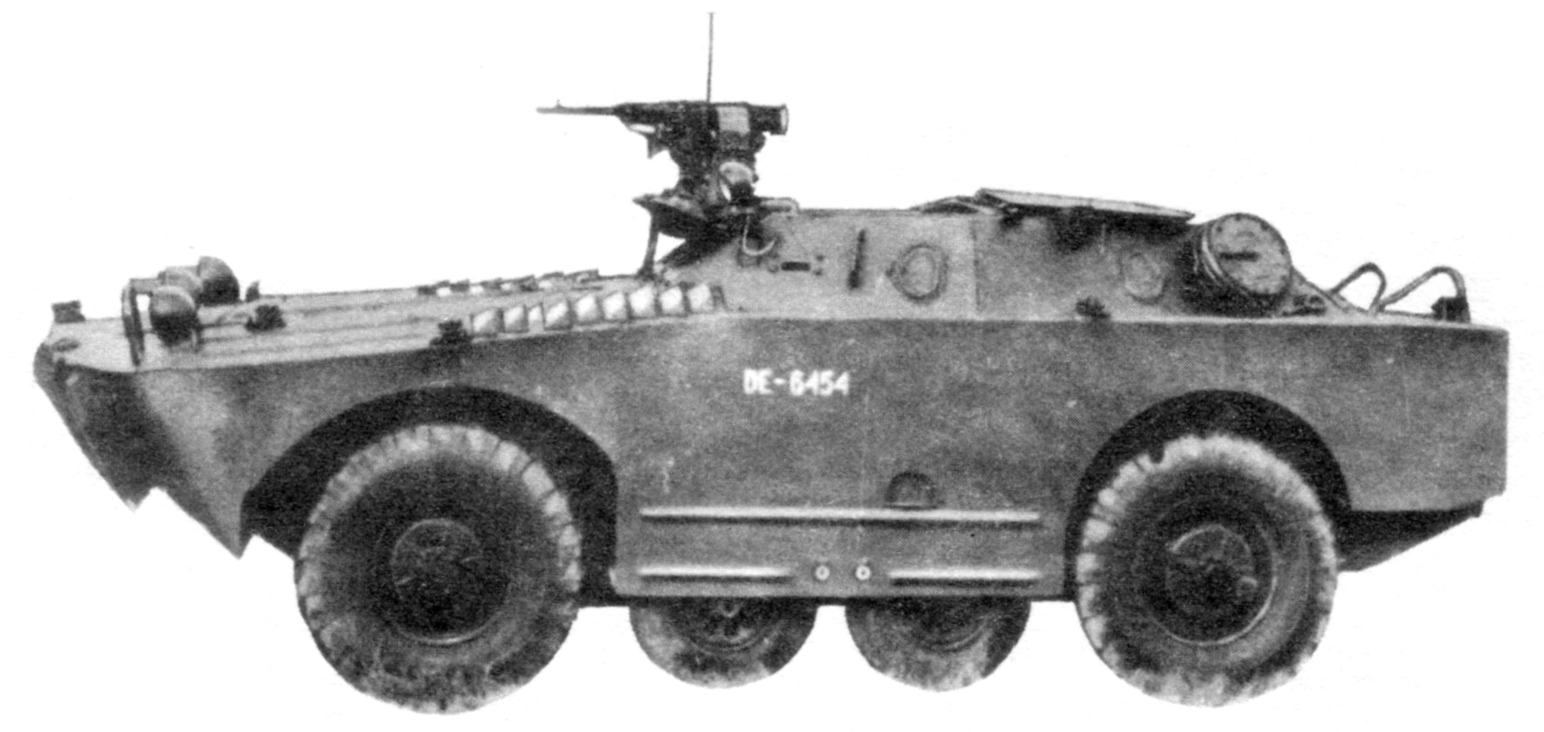
BRDM-1 với súng máy hạng nặng 12,7mm DsHK

BRDM-1 xuất hiện lần đầu năm 1959, được sản xuất cho đến năm 1966. Tổng cộng có khoảng 10.000 chiếc được sản xuất; ít nhất còn 600 chiếc đang hoạt động. Các phiên bản đầu không được trang bị vũ khí, chỉ những phiên bản về sau mới được trang bị súng máy.
Xe BRDM-1 còn được trang bị cơ cấu phóng tên lửa chống tăng 2P27, sử dụng tên lửa AT-1 Snapper.

## BRDM-2

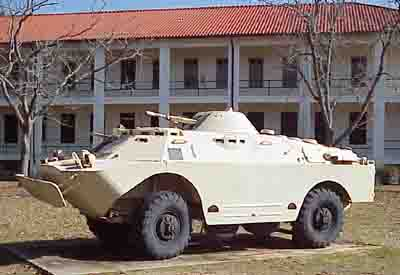
BRDM-2 của Iraq tại bảo tàng bộ binh quốc gia Hoa Kỳ, Fort Benning

BRDM-2 dùng để thay thế cho BRDM-1, nó được cải thiện khả năng lội nước và trang bị tốt hơn. BRDM-2 trang bị động cơ xăng. Kíp xe gồm 4 người, lái xe, lái phụ, chỉ huy và xạ thủ. Trang bị cũng giống như xe bọc thép chở quân BTR-60, gồm 1 khẩu súng máy hạng nặng KPV 14,5 mm và một súng máy 7.62 mm. Giáp của BRDM-2 chống được vũ khí bộ binh cầm tay và các mảnh pháo. BRDM-2 được xấu khẩu rộng rãi và được sử dụng ở ít nhất 45 quốc gia.
BRDM-2 đôi khi bị nhầm lẫn với xe trinh sát lội nước D-442 FUG và xe bọc thép chở quân D-944 PSZH của Hungary, động cơ cũng ở phía sau nhưng có hai ống đẩy nước.
Hệ thống tên lửa đất đối không cơ động SA-9 (tên định danh NATO là Gaskin) được đặt trên khung gầm xe BRDM-2 (4 x 4) sửa đổi. Tháp pháo ban đầu được thay thế bằng một tháp pháo mới. Mỗi bên tháp pháo mới có cơ cấu phóng tên lửa SA-9 kiểu hộp. Để giảm chiều cao tổng thể của hệ thống khi xe cơ động, tên lửa thường hạ xuống vào vị trí nằm ngang ở mỗi bên xe.

## BRDM-3
Dù một số nguồn phương tay dùng tên định danh BRDM-3 cho biến thể chống tăng 9P148 của BRDM-2, biến thể này trang bị cơ cấu phóng tên lửa chống tăng. Nhưng thực tế BRDM-3 dựa trên BTR-80AK, nó trang bị thiết bị quan sát ngày/đêm ở phía trước vị trí trưởng xe. Kíp xe gồm 6 người.